# Sympagurus dimorphus
Sympagurus dimorphus är en kräftdjursart som först beskrevs av Studer 1883.  Sympagurus dimorphus ingår i släktet Sympagurus och familjen Parapaguridae. Inga underarter finns listade i Catalogue of Life.